# 斑卡鱧
斑卡鱧為輻鰭魚綱鱸形目鱧科的其中一種，分布於亞洲印尼及馬來西亞的淡水流域，體長可達23.5公分，棲息在靜止的溪流或沼澤，屬肉食性，可作為食用魚及觀賞魚。

## 擴展閱讀
維基物種上的相關：斑卡鱧